# WikiLeaks
WikiLeaks (/ˈwɪkiliːks/) là một tổ chức quốc tế phi lợi nhuận xuất bản các rò rỉ tin tức  và phương tiện truyền thông phân loại được cung cấp từ các nguồn ẩn danh. Trang web của nó, được tổ chức Sunshine Press thành lập vào năm 2006 tại Iceland, đã tuyên bố vào năm 2015 rằng nó đã phát hành trực tuyến 10 triệu tài liệu trong 10 năm đầu tiên. Julian Assange, một nhà hoạt động Internet người Úc, thường được mô tả là người sáng lập và giám đốc của WikiLeaks. Kể từ tháng 9 năm 2018, Kristinn Hrafnsson giữ chức vụ tổng biên tập. WikiLeaks không liên kết với Wikipedia hoặc Wikimedia Foundation.
Nhóm này đã phát hành một số bộ đệm tài liệu nổi bật. Các bản phát hành ban đầu bao gồm tài liệu về các khoản chi tiêu và nắm giữ thiết bị trong cuộc chiến Afghanistan, báo cáo về cuộc điều tra tham nhũng ở Kenya, và hướng dẫn quy trình vận hành nhà tù Hoa Kỳ tại Vịnh Guantanamo, Cuba. Vào tháng 4 năm 2010, WikiLeaks công bố đoạn phim Vụ giết người ngoài dự kiến từ cuộc không kích Baghdad ngày 12 tháng 7 năm 2007, trong đó các nhà báo Reuters của Iraq nằm trong số những người bị giết. Các bản phát hành khác trong năm 2010 bao gồm Nhật ký chiến tranh Afghanistan và " Nhật ký chiến tranh Iraq ". Bản phát hành thứ hai cho phép lập bản đồ của 109.032 người chết trong các cuộc tấn công "đáng kể" của quân nổi dậy ở Iraq đã được báo cáo cho Lực lượng đa quốc gia - Iraq, bao gồm khoảng 15.000 người chưa được công bố trước đó. Năm 2010, WikiLeaks cũng công bố các "bức điện" ngoại giao của Bộ Ngoại giao Mỹ, tức là các bức điện mật đã được gửi tới Bộ Ngoại giao Mỹ. Vào tháng 4 năm 2011, WikiLeaks bắt đầu công bố 779 hồ sơ bí mật liên quan đến các tù nhân bị giam giữ trong trại tạm giam Vịnh Guantanamo. Năm 2012, WikiLeaks phát hành "Hồ sơ Syria", hơn hai triệu email được gửi bởi các chính trị gia, tập đoàn và bộ chính phủ Syria. Năm 2015, WikiLeaks công bố các bức điện ngoại giao của Ả Rập Xê Út, tài liệu mô tả chi tiết việc do thám của Cơ quan An ninh Quốc gia Hoa Kỳ đối với các Tổng thống Pháp kế nhiệm, và chương sở hữu trí tuệ của Hiệp định Đối tác Xuyên Thái Bình Dương, một điều gây tranh cãi hiệp định thương mại quốc tế đã được đàm phán trong bí mật.
Trong chiến dịch tranh cử tổng thống Hoa Kỳ năm 2016, WikiLeaks đã công bố email và các tài liệu khác từ Ủy ban Quốc gia đảng Dân chủ và từ người quản lý chiến dịch tranh cử của Hillary Clinton, John Podesta cho thấy ủy ban quốc gia của đảng ủng hộ Hillary Clinton hơn đối thủ Bernie Sanders của bà trong cuộc bầu cử sơ bộ. Những bản phát hành này đã gây ra tổn hại đáng kể cho chiến dịch tranh cử của Clinton, và được coi là một yếu tố có thể góp phần vào sự mất mát của bà. Cộng đồng tình báo Mỹ bày tỏ "tin tưởng cao" rằng các email bị rò rỉ đã bị Nga tấn công và cung cấp cho WikiLeaks. Wikileaks nói rằng nguồn của các tài liệu không phải là Nga hay bất kỳ nhà nước nào khác. Trong chiến dịch tranh cử, WikiLeaks đã quảng bá các thuyết âm mưu về Hillary Clinton và Đảng Dân chủ.
Vào năm 2016, WikiLeaks đã phát hành gần 300.000 email mà họ mô tả là đến từ Đảng Công lý và Phát triển cầm quyền của Thổ Nhĩ Kỳ, sau đó được phát hiện là lấy từ các kho lưu trữ thư công khai, và hơn 50.000 email từ Bộ trưởng Năng lượng Thổ Nhĩ Kỳ. Vào năm 2017, WikiLeaks đã công bố các tài liệu nội bộ của CIA mô tả các công cụ được cơ quan này sử dụng để hack các thiết bị bao gồm điện thoại di động và bộ định tuyến.
WikiLeaks đã bị chỉ trích vì không có tố giác hoặc chỉ trích Nga, và chỉ trích sự lộ diện của Hồ sơ Panama đối với các doanh nghiệp và cá nhân có tài khoản ngân hàng ở nước ngoài. Tổ chức này cũng bị chỉ trích vì quản lý nội dung của mình không đầy đủ và vi phạm quyền riêng tư cá nhân của các cá nhân. Ví dụ, WikiLeaks đã tiết lộ số An sinh xã hội, thông tin y tế, số thẻ tín dụng và chi tiết về các nỗ lực tự sát.

## Lịch sử

### Nhân viên, tên và thành lập

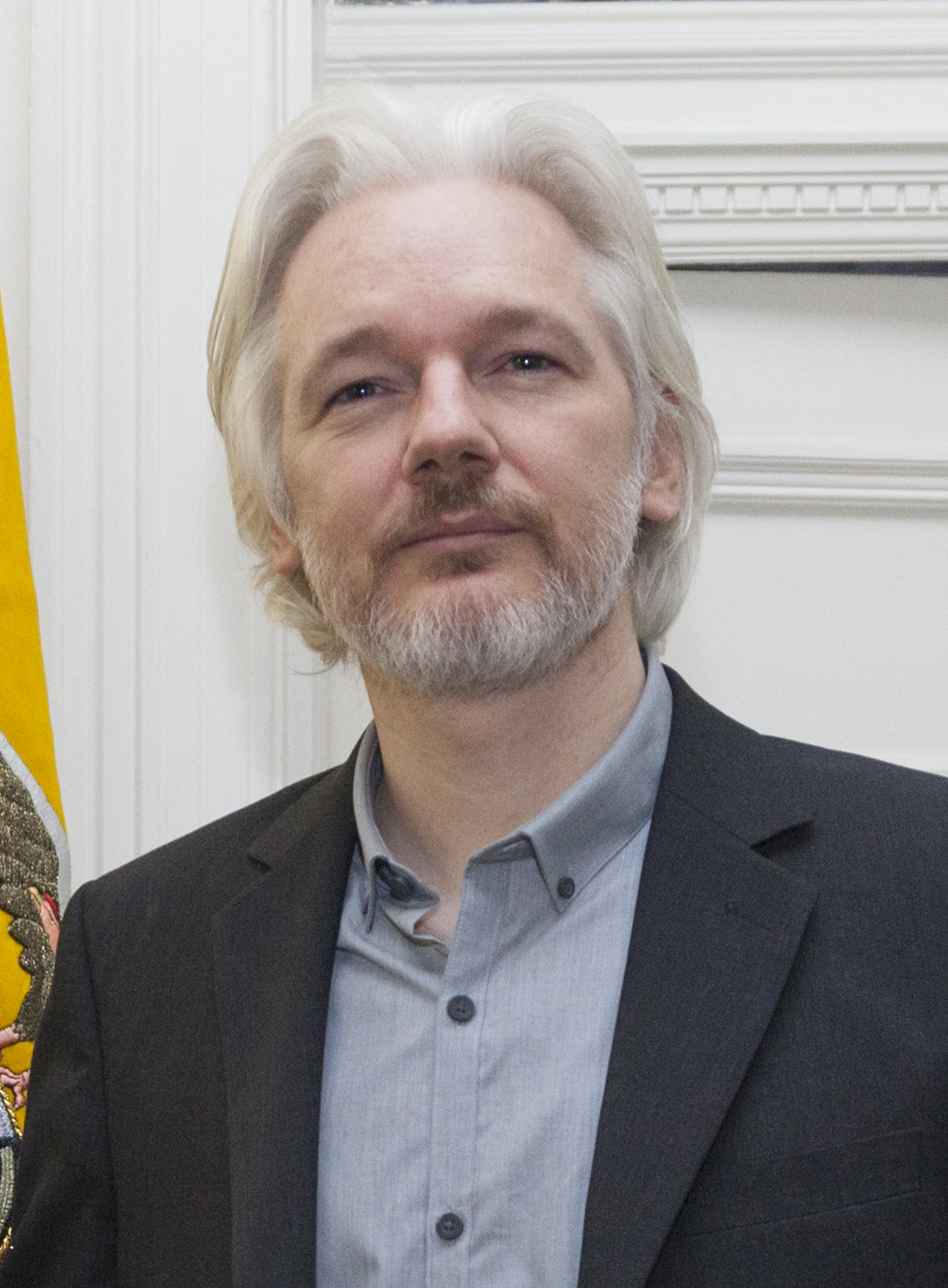
Julian Assange là một trong những thành viên ban đầu của đội ngũ nhân viên WikiLeaks và được coi là người sáng lập trang web.

Tên miền wikileaks.org được đăng ký vào ngày 4 tháng 10 năm 2006. Trang web được thành lập và xuất bản tài liệu đầu tiên vào tháng 12 năm 2006. WikiLeaks thường được đại diện trước công chúng bởi Julian Assange, người được mô tả là "trái tim và linh hồn của tổ chức này, người sáng lập, triết gia, người phát ngôn, lập trình viên ban đầu, nhà tổ chức, nhà tài chính và tất cả những người còn lại". Daniel Domscheit-Berg, Sarah Harrison, Kristinn Hrafnsson và Joseph Farrell là những cộng sự được biết đến rộng rãi khác của Assange đã tham gia vào dự án. Harrison cũng là thành viên của Sunshine Press Productions cùng với Assange và Ingi Ragnar Ingason. Gavin MacFadyen được Assange thừa nhận là "giám đốc được yêu mến của WikiLeaks ″ ngay sau khi ông qua đời vào năm 2016.
WikiLeaks ban đầu được thành lập với phương thức xuất bản chung "wiki", phương thức này bị chấm dứt vào tháng 5 năm 2010. Các tình nguyện viên và người sáng lập ban đầu từng được mô tả là hỗn hợp của các nhà bất đồng chính kiến châu Á, nhà báo, nhà toán học và nhà công nghệ của công ty mới thành lập đến từ Hoa Kỳ, Đài Loan, Châu Âu, Úc và Nam Phi. Tính đến  tháng 6 năm 2009, trang web này đã có hơn 1.200 tình nguyện viên đăng ký.
Mặc dù có một số nhầm lẫn phổ biến, liên quan đến thực tế là cả hai trang web đều sử dụng tên "wiki" và mẫu thiết kế trang web, WikiLeaks và Wikipedia không liên kết với nhau. Wikia, một công ty vì lợi nhuận liên kết lỏng lẻo với Wikimedia Foundation, đã mua một số tên miền liên quan đến WikiLeaks như một "biện pháp bảo vệ thương hiệu" vào năm 2007.
Vào ngày 26 tháng 9 năm 2018, có thông báo rằng Julian Assange đã bổ nhiệm Kristinn Hrafnsson làm tổng biên tập của WikiLeaks trong khi tuyên bố của tổ chức cho biết Assange vẫn là nhà xuất bản của nó. Quyền truy cập Internet của Assange đã bị cắt bởi Ecuador vào tháng 3 năm 2018 sau khi ông đăng dòng tweet rằng Anh sắp tiến hành một cuộc chiến tuyên truyền chống lại Nga liên quan đến vụ đầu độc Sergei và Yulia Skripal. Ecuador cho biết anh đã phá vỡ cam kết "không đưa ra các thông điệp có thể gây trở ngại cho các quốc gia khác" và Assange nói rằng ông đang "thực hiện quyền tự do ngôn luận".

### Mục đích
Theo trang web WikiLeaks, mục tiêu của nó là "đưa tin tức và thông tin quan trọng đến với công chúng... Một trong những hoạt động quan trọng nhất của chúng tôi là xuất bản tài liệu nguồn gốc cùng với các câu chuyện tin tức của chúng tôi để độc giả và các nhà sử học có thể thấy bằng chứng về sự thật. " Một trong những mục tiêu khác của tổ chức là đảm bảo rằng các nhà báo và người tố giác không bị truy tố vì gửi email các tài liệu nhạy cảm hoặc mật. "Hộp thả" trực tuyến được trang web WikiLeaks mô tả là "một cách sáng tạo, an toàn và ẩn danh để các nguồn rò rỉ thông tin cho các nhà báo [WikiLeaks]".
Trong một nghị quyết năm 2013, Liên đoàn Nhà báo Quốc tế, một tổ chức công đoàn của các nhà báo, đã gọi WikiLeaks là một "tổ chức truyền thông kiểu mới", "mang đến những cơ hội quan trọng cho các tổ chức truyền thông". Giáo sư Harvard Yochai Benkler ca ngợi WikiLeaks là một hình thức doanh nghiệp báo chí mới, làm chứng tại phiên tòa xét xử Chelsea Manning (sau đó là Bradley Manning) rằng "WikiLeaks đã phục vụ một chức năng báo chí cụ thể" và rằng "phạm vi hoạt động của nhà báo đặc quyền "là" một đường khó vẽ ". Những người khác không coi WikiLeaks là báo chí về bản chất. Nhà đạo đức truyền thông Kelly McBride của Viện Nghiên cứu Truyền thông Poynter đã viết vào năm 2011: "WikiLeaks có thể phát triển thành một nỗ lực của nhà báo. Nhưng nó vẫn chưa có. "  Bill Keller của The New York Times coi WikiLeaks là một "nguồn phức tạp" hơn là một đối tác báo chí. Luật sư nổi tiếng của Tu chính án thứ nhất Floyd Abrams viết rằng WikiLeaks không phải là một nhóm báo chí, mà thay vào đó là "một tổ chức của các nhà hoạt động chính trị;... một nguồn cung cấp cho các nhà báo; và... một đường dẫn thông tin bị rò rỉ cho báo chí và công chúng". Để ủng hộ quan điểm của mình, ông cho biết tuyên bố của Assange rằng WikiLeaks chỉ đọc một phần nhỏ thông tin trước khi quyết định xuất bản nó, Abrams viết: "Không một tổ chức báo chí nào mà tôi từng nghe nói đến — không có tổ chức nào — chỉ đơn giản là phát hành cho thế giới một lượng tài liệu khổng lồ mà nó còn chưa đọc." 

### Quảng bá các thuyết âm mưu sai

#### Vụ giết Seth Rich
WikiLeaks đã quảng bá các thuyết âm mưu về vụ sát hại Seth Rich. Các thuyết âm mưu vô căn cứ, được lan truyền bởi một số nhân vật cánh hữu và các hãng truyền thông, cho rằng Rich là nguồn gốc của các email bị rò rỉ và đã bị giết vì làm việc với WikiLeaks. WikiLeaks thúc đẩy các thuyết âm mưu khi đưa ra phần thưởng 20.000 đô la cho thông tin về kẻ giết Rich và khi Assange ngụ ý rằng Rich là nguồn gốc của các vụ rò rỉ DNC. Không có bằng chứng nào chứng minh rằng Rich là nguồn gốc của các vụ rò rỉ. Báo cáo của Công tố viên đặc biệt Robert Mueller về sự can thiệp của Nga vào cuộc bầu cử năm 2016 nói rằng Assange "ngụ ý sai" rằng Rich là nguồn để che giấu rằng Nga là nguồn thực sự.
The Guardian viết rằng WikiLeaks, cùng với các cá nhân và nhóm cực hữu, đã tham gia vào việc "khai thác tàn nhẫn cái chết của [Rich's] cho các mục đích chính trị". Giám đốc điều hành của Sunlight Foundation, một tổ chức ủng hộ chính phủ cởi mở, đã chỉ trích việc WikiLeaks đưa ra các thuyết âm mưu xung quanh vụ sát hại Seth Rich: "Nếu họ cảm thấy có liên quan đến cái chết của nhân viên, họ nên nói điều đó. và chịu trách nhiệm về nó. Những lời bóng gió, đối với tôi, chỉ là kinh tởm."

#### Đảng Dân chủ và Hillary Clinton
WikiLeaks đã phổ biến những âm mưu về Đảng Dân chủ và Hillary Clinton, chẳng hạn như tweet các bài báo đề xuất chủ tịch chiến dịch tranh cử của Clinton, John Podesta tham gia vào các nghi lễ satan, ám chỉ rằng Đảng Dân chủ đã giết Seth Rich, tuyên bố rằng Hillary Clinton muốn máy bay không người lái tấn công Assange, gợi ý rằng Clinton đeo tai nghe để tranh luận và phỏng vấn, quảng bá thuyết âm mưu về sức khỏe của Clinton, và quảng bá thuyết âm mưu từ Donald Cộng đồng Internet liên quan đến Trump liên kết chiến dịch của Clinton với kẻ bắt cóc trẻ em Laura Silsby.

## Quản trị
Theo một cuộc phỏng vấn vào tháng 1 năm 2010, nhóm WikiLeaks khi đó bao gồm 5 người làm việc toàn thời gian và khoảng 800 người thỉnh thoảng làm việc, không ai trong số họ được trả lương. WikiLeaks không có bất kỳ trụ sở chính thức nào. Vào tháng 11 năm 2010, trang web tin tức và hoạt động được WikiLeaks xác nhận  WikiLeaks Central đã được khởi xướng và được quản lý bởi biên tập viên Heather Marsh, người đã giám sát hơn 70 nhà văn và tình nguyện viên. Cô từ chức vào ngày 8 tháng 3 năm 2012.
WikiLeaks tự mô tả mình là "một hệ thống không kiểm duyệt cho các rò rỉ tài liệu hàng loạt mà không thể truy xuất được nguồn gốc". Trang web có sẵn trên nhiều máy chủ, nhiều tên miền khác nhau và có phiên bản Darkweb chính thức (có sẵn trên Mạng Tor) do một số cuộc tấn công từ chối dịch vụ và việc loại bỏ nó khỏi các nhà cung cấp Hệ thống tên miền (DNS) khác nhau.
Cho đến tháng 8 năm 2010, WikiLeaks được PRQ, một công ty có trụ sở tại Thụy Điển cung cấp "dịch vụ lưu trữ không có câu hỏi thừa, bảo mật cao". PRQ được trang web The Register báo cáo là "hầu như không có thông tin về tập khách hàng của mình và duy trì rất ít nhật ký nếu có ". Sau đó, WikiLeaks được tổ chức chủ yếu bởi nhà cung cấp dịch vụ Internet Thụy Điển Bahnhof tại cơ sở Pionen, một boongke hạt nhân trước đây ở Thụy Điển. Các máy chủ khác được trải rộng khắp thế giới với máy chủ chính đặt tại Thụy Điển. Julian Assange đã nói rằng các máy chủ được đặt ở Thụy Điển và các quốc gia khác "đặc biệt vì các quốc gia đó cung cấp sự bảo vệ pháp lý đối với những tiết lộ được thực hiện trên trang web". Anh ấy nói về hiến pháp Thụy Điển, hiến pháp mang lại cho những người cung cấp thông tin sự bảo vệ toàn diện về mặt pháp lý. Theo luật Thụy Điển, không được phép bất kỳ cơ quan hành chính nào đặt câu hỏi về nguồn của bất kỳ loại báo nào. Những luật này và sự lưu trữ của PRQ, gây khó khăn cho bất kỳ cơ quan có thẩm quyền nào trong việc loại bỏ WikiLeaks; họ đặt ra nghĩa vụ chứng minh đối với bất kỳ người khiếu nại nào mà đơn kiện của họ sẽ hạn chế quyền tự do của WikiLeaks, ví dụ như quyền thực hiện tự do ngôn luận trực tuyến. Hơn nữa, "WikiLeaks duy trì các máy chủ của riêng mình tại các địa điểm không được tiết lộ, không lưu giữ nhật ký và sử dụng mã hóa cấp quân sự để bảo vệ các nguồn và thông tin bí mật khác." Sự sắp xếp như vậy đã được gọi là " lưu trữ chống đạn ".
Sau khi trang web trở thành mục tiêu của các cuộc tấn công từ chối dịch vụ vào các máy chủ cũ, WikiLeaks đã chuyển trang web của mình sang máy chủ của Amazon. Tuy nhiên, sau đó, trang web đã bị "đuổi ra" khỏi các máy chủ của Amazon. Trong một tuyên bố công khai, Amazon nói rằng WikiLeaks không tuân theo các điều khoản dịch vụ của mình. Công ty giải thích thêm: "Có một số phần điều khoản mà họ đã vi phạm. Ví dụ: điều khoản dịch vụ của chúng tôi nêu rõ rằng 'bạn đại diện và đảm bảo rằng bạn sở hữu hoặc kiểm soát tất cả các quyền đối với nội dung... việc sử dụng nội dung của bạn. việc cung cấp không vi phạm chính sách này và sẽ không gây thương tích cho bất kỳ cá nhân hoặc tổ chức nào. ' Rõ ràng là WikiLeaks không sở hữu hoặc kiểm soát tất cả các quyền đối với nội dung được phân loại này. "  WikiLeaks sau đó được chuyển đến các máy chủ tại OVH, một dịch vụ lưu trữ web tư nhân ở Pháp. Sau những chỉ trích từ chính phủ Pháp, công ty đã tìm kiếm hai phán quyết của tòa án về tính hợp pháp của việc lưu trữ WikiLeaks. Trong khi tòa án ở Lille ngay lập tức từ chối buộc OVH hủy kích hoạt trang web WikiLeaks, tòa án ở Paris tuyên bố họ sẽ cần thêm thời gian để xem xét vấn đề kỹ thuật phức tạp này.
WikiLeaks đã sử dụng EveryDNS, nhưng đã bị công ty này loại bỏ sau khi có các cuộc tấn công từ chối dịch vụ (DDoS) phân tán nhằm vào WikiLeaks làm ảnh hưởng đến chất lượng dịch vụ của các khách hàng khác. Những người ủng hộ WikiLeaks đã tiến hành các cuộc tấn công bằng lời nói và DDoS nhằm vào EveryDNS. Do lỗi đánh máy trong các blog nhầm EveryDNS với EasyDNS của đối thủ cạnh tranh, phản ứng dữ dội trên Internet khá lớn đã ập đến EasyDNS. Mặc dù vậy, EasyDNS (theo yêu cầu của một khách hàng đang thiết lập dịch vụ lưu trữ WikiLeaks mới) đã bắt đầu cung cấp dịch vụ DNS cho WikiLeaks trên "hai máy chủ 'chiến đấu'" để bảo vệ chất lượng dịch vụ cho các khách hàng khác của mình.
WikiLeaks đã tái cấu trúc quy trình của mình để cho phép đóng góp sau khi tài liệu đầu tiên bị rò rỉ không gây được nhiều sự chú ý. Assange tuyên bố đây là một phần của nỗ lực thực hiện nỗ lực tự nguyện thường thấy trong các dự án "Wiki" và "chuyển hướng nó đến... tài liệu thực sự có tiềm năng thay đổi". Một số người thông cảm đã không hài lòng khi WikiLeaks chấm dứt định dạng wiki dựa vào cộng đồng để ủng hộ một tổ chức tập trung hơn. Trang "giới thiệu" ban đầu có nội dung cho phép người dùng đăng và sửa đổi như wiki. Tuy nhiên, WikiLeaks đã thiết lập một chính sách biên tập chỉ chấp nhận các tài liệu "có lợi ích chính trị, ngoại giao, lịch sử hoặc đạo đức" (và loại trừ "tài liệu đã được công bố rộng rãi"). Điều này trùng hợp với những lời chỉ trích ban đầu rằng không có chính sách biên tập sẽ khiến tài liệu tốt bị spam và quảng bá "việc xuất bản hồ sơ bí mật tự động hoặc bừa bãi". Câu hỏi thường gặp ban đầu không còn hiệu lực và không ai có thể đăng hoặc chỉnh sửa tài liệu trên WikiLeaks. Giờ đây, các bài gửi tới WikiLeaks được xem xét bởi những người đánh giá WikiLeaks ẩn danh và các tài liệu không đáp ứng tiêu chí biên tập sẽ bị từ chối. Đến năm 2008, Câu hỏi thường gặp được sửa đổi nêu rõ: "Bất kỳ ai cũng có thể gửi nhận xét về nó. [... ] Người dùng có thể thảo luận công khai các tài liệu và phân tích độ tin cậy và tính xác thực của chúng. "  Sau khi tổ chức lại năm 2010, việc đăng các bình luận mới về các thông tin rò rỉ đã không thể thực hiện được nữa.

## Tình trạng pháp lý
Tình trạng pháp lý của WikiLeaks rất phức tạp. Assange coi WikiLeaks là một trung gian bảo vệ. Thay vì rò rỉ trực tiếp cho báo chí, và sợ bị lộ và bị trừng phạt, những người tố cáo có thể rò rỉ thông tin cho WikiLeaks, sau đó WikiLeaks rò rỉ thông tin cho báo chí giúp họ. Máy chủ của WikiLeaks được đặt khắp Châu Âu và có thể truy cập được từ bất kỳ kết nối web nào chưa được kiểm duyệt. Tập đoàn này đặt trụ sở chính tại Thụy Điển vì nó có một trong những luật mạnh nhất thế giới để bảo vệ các mối quan hệ nguồn tin bí mật với nhà báo. WikiLeaks đã tuyên bố rằng họ không thu thập bất kỳ thông tin nào. Tuy nhiên, Assange đã sử dụng bài phát biểu của mình trong hội nghị Hack in the Box ở Malaysia để yêu cầu đám đông tin tặc và các nhà nghiên cứu bảo mật giúp tìm tài liệu trong danh sách "Rò rỉ bị truy nã gắt gao nhất năm 2009". 

### Rủi ro bị truy tố hình sự
Bộ Tư pháp Mỹ bắt đầu điều tra hình sự đối với WikiLeaks và Julian Assange ngay sau khi vụ rò rỉ điện tín ngoại giao năm 2010 bắt đầu. Cựu Bộ trưởng Tư pháp Eric Holder cho biết cuộc điều tra "không phải là một cuộc điều tra đáng sợ", mà là "một cuộc điều tra tội phạm tích cực, đang diễn ra". Washington Post đưa tin rằng bộ đang xem xét các cáo buộc theo Đạo luật gián điệp năm 1917, một hành động mà các công tố viên cũ cho là "khó khăn" vì các biện pháp bảo vệ của Tu chính án thứ nhất đối với báo chí. Một số vụ kiện của Tòa án Tối cao (ví dụ như Bartnicki kiện Vopper) trước đây đã xác định rằng Hiến pháp Hoa Kỳ bảo vệ việc tái xuất bản thông tin thu được bất hợp pháp miễn là bản thân các nhà xuất bản không vi phạm bất kỳ luật nào trong việc thu thập thông tin đó. công tố viên liên bang cũng đã xem xét việc truy tố Assange về tội buôn bán tài sản bị đánh cắp của chính phủ, nhưng vì các bức điện ngoại giao là tài sản trí tuệ chứ không phải tài sản vật chất, nên phương pháp đó cũng khó khăn. Bất kỳ vụ truy tố nào đối với Assange cũng sẽ yêu cầu dẫn độ anh ta về Hoa Kỳ, một thủ tục phức tạp hơn và có khả năng bị trì hoãn bởi bất kỳ việc dẫn độ nào trước đó đến Thụy Điển.  Tuy nhiên, một trong những luật sư của Assange nói rằng họ đang chống lại việc dẫn độ sang Thụy Điển vì nó có thể dẫn đến việc anh ta bị dẫn độ sang Hoa Kỳ.  Luật sư của Assange, Mark Stephens, đã "nghe tin từ các nhà chức trách Thụy Điển rằng đã có một cuộc họp đại bồi thẩm đoàn được trao quyền bí mật ở Alexandria, [Virginia]" để xem xét các cáo buộc hình sự đối với vụ WikiLeaks. 
Vào tháng 12 năm 2010, Thủ tướng Úc Julia Gillard nói rằng "Tôi hoàn toàn lên án việc đưa thông tin này lên trang web WikiLeaks - đó là một việc làm vô trách nhiệm và là một việc bất hợp pháp". Sau những lời chỉ trích và một cuộc nổi dậy trong đảng của mình, cô ấy nói rằng cô ấy đang đề cập đến "vụ trộm tài liệu ban đầu của một quân nhân Hoa Kỳ cấp dưới hơn là bất kỳ hành động nào của ông Assange". Spencer Zifcak, chủ tịch của Liberty Victoria, một nhóm tự do dân sự của Úc, lưu ý rằng, nếu không bị buộc tội hoặc đã hoàn tất phiên tòa, thì việc tuyên bố rằng WikiLeaks phạm tội về các hoạt động bất hợp pháp là không phù hợp. Cảnh sát Liên bang Úc sau đó nói rằng việc WikiLeaks phát hành các bức điện không vi phạm luật của Úc.
Về những lời đe dọa của các chính phủ đối với Julian Assange, chuyên gia pháp lý Ben Saul cho rằng Assange là mục tiêu của một chiến dịch bôi nhọ toàn cầu nhằm coi ông là tội phạm hoặc khủng bố, mà không có bất kỳ cơ sở pháp lý nào. Trung tâm Quyền Hiến pháp Hoa Kỳ đã đưa ra một tuyên bố bày tỏ sự báo động về "nhiều ví dụ về hành vi vi phạm pháp luật quá mức và bất thường" trong vụ bắt giữ ông.

### Sử dụng tài liệu bị rò rỉ tại tòa án
Vào ngày 8 tháng 2 năm 2018, Tòa án Tối cao Vương quốc Anh đã nhất trí phán quyết rằng một tài liệu bị rò rỉ qua WikiLeaks "có thể được thừa nhận là bằng chứng". Cáp đã bị loại trừ khỏi việc sử dụng trong phần trước của vụ án trước Tòa án hành chính. Phiên điều trần của Tòa án Tối cao được coi là một thử nghiệm quan trọng đối với Công ước Viên liên quan đến các tài liệu của Wikileaks.
Kháng cáo dẫn đến phán quyết này tập trung vào một đường cáp của chính phủ Hoa Kỳ do Chelsea Manning cung cấp và được WikiLeaks công bố. Theo RT, người dân đảo Chagos lập luận rằng tài liệu cho thấy động cơ của Vương quốc Anh khi thành lập công viên biển trên lãnh thổ của họ là để chấm dứt yêu sách tái định cư của người dân trên đảo, một động cơ mà người dân trên đảo cho là không đúng đắn. RT đưa tin, Tòa án Tối cao cũng ra phán quyết rằng việc thừa nhận bằng chứng của tài liệu Wikileaks sẽ không tạo ra sự khác biệt so với quyết định ban đầu của Tòa án Hành chính rằng không có động cơ không chính đáng đằng sau đề xuất công viên biển.   

## Tài chính
WikiLeaks tự mô tả là một tổ chức phi lợi nhuận, được tài trợ phần lớn bởi các tình nguyện viên và phụ thuộc vào sự đóng góp của công chúng. Các phương thức tài trợ chính của nó bao gồm chuyển khoản ngân hàng thông thường và hệ thống thanh toán trực tuyến. Theo Assange, luật sư của WikiLeaks thường làm việc pro bono. Assange đã nói rằng trong một số trường hợp, trợ giúp pháp lý đã được tài trợ bởi các tổ chức truyền thông như Associated Press, Los Angeles Times và Hiệp hội các nhà xuất bản báo chí quốc gia. Assange cho biết vào năm 2010 rằng doanh thu duy nhất của WikiLeaks bao gồm các khoản đóng góp, nhưng họ đã xem xét các lựa chọn khác bao gồm bán đấu giá quyền truy cập sớm vào các tài liệu. Trong tháng 9 năm 2011, WikiLeaks bắt đầu bán đấu giá các vật phẩm trên eBay để gây quỹ, và Assange nói với một khán giả tại Lễ hội Ý tưởng Nguy hiểm ở Sydney rằng tổ chức này có thể không tồn tại được.
Vào ngày 24 tháng 12 năm 2009, WikiLeaks thông báo rằng họ đang bị thiếu tiền và đình chỉ tất cả quyền truy cập vào trang web của mình ngoại trừ một biểu mẫu để gửi tài liệu mới. Các tài liệu đã được xuất bản trước đây không còn nữa, mặc dù một số vẫn có thể được truy cập trên các trang web phản chiếu không chính thức vào thời điểm đó. WikiLeaks tuyên bố trên trang web của mình rằng nó sẽ hoạt động trở lại hoàn toàn sau khi chi phí hoạt động được thanh toán. WikiLeaks coi đây là một hình thức ngừng công việc "để đảm bảo rằng tất cả những người có liên quan ngừng công việc bình thường và thực sự dành thời gian tăng doanh thu". Mặc dù ban đầu tổ chức đã lên kế hoạch để các quỹ được đảm bảo vào ngày 6 tháng 1 năm 2010, phải đến ngày 3 tháng 2 năm 2010, WikiLeaks mới thông báo rằng mục tiêu gây quỹ tối thiểu của họ đã đạt được.
Wau Holland Foundation giúp xử lý các khoản quyên góp cho WikiLeaks. Vào tháng 7 năm 2010, Tổ chức tuyên bố rằng WikiLeaks không nhận được bất kỳ khoản tiền nào cho chi phí nhân sự, chỉ cho phần cứng, di chuyển và băng thông. Tuy nhiên, vào tháng 12 năm 2010, Wau Holland Foundation tuyên bố rằng 4 nhân viên cố định, bao gồm cả Julian Assange, đã bắt đầu nhận lương.
Vào năm 2010, Assange cho biết tổ chức này đã được đăng ký như một thư viện ở Úc, một tổ chức ở Pháp và một tờ báo ở Thụy Điển, đồng thời tổ chức này cũng sử dụng hai tổ chức phi lợi nhuận 501c3 có trụ sở tại Hoa Kỳ cho mục đích tài trợ.
Vào ngày 22 tháng 1 năm 2010, trung gian thanh toán Internet PayPal đã đình chỉ tài khoản quyên góp của WikiLeaks và đóng băng tài sản của nó. WikiLeaks nói rằng điều này đã xảy ra trước đây, và được thực hiện "không có lý do rõ ràng". Tài khoản đã được khôi phục vào ngày 25 tháng 1 năm 2010. Vào ngày 18 tháng 5 năm 2010, WikiLeaks thông báo rằng trang web và kho lưu trữ của họ đã hoạt động trở lại.
Vào tháng 6 năm 2010, WikiLeaks đã lọt vào vòng chung kết cho khoản tài trợ hơn nửa triệu đô la từ Quỹ John S. và James L. Knight, nhưng không được vào giai đoạn phê duyệt cuối cùng. WikiLeaks bình luận qua Twitter: "WikiLeaks được đánh giá cao nhất trong dự án Thử thách Hiệp sĩ, được đề xuất mạnh mẽ với hội đồng quản trị nhưng không nhận được tài trợ. Hãy tự đi tìm hiểu lý do."  WikiLeaks nói rằng quỹ Knight đã công bố giải thưởng cho "'12 dự án được tài trợ, những người sẽ ảnh hưởng đến tương lai của tin tức' - nhưng không phải WikiLeaks "và đặt câu hỏi liệu quỹ Knight có" thực sự đang tìm kiếm tác động ". Một phát ngôn viên của Tổ chức Hiệp sĩ đã phản bác các phần trong tuyên bố của WikiLeaks, nói rằng "WikiLeaks không được nhân viên Hiệp sĩ giới thiệu vào hội đồng quản trị."  Tuy nhiên, ông từ chối cho biết liệu WikiLeaks có phải là dự án được đánh giá cao nhất bởi ban cố vấn, bao gồm những người không phải là nhân viên, trong số đó có nhà báo Jennifer 8. Lee hay không. Lee đã làm công việc PR cho WikiLeaks với báo chí và trên các trang mạng xã hội.
Trong năm 2010, WikiLeaks đã nhận được 635.772,73 € từ các khoản đóng góp cho PayPal, trừ đi 30.000 € phí PayPal và 695.925,46 € chuyển khoản ngân hàng. 500.988,89 € trong tổng số tiền đã được nhận vào tháng 12, chủ yếu là chuyển khoản ngân hàng khi PayPal tạm ngừng thanh toán vào ngày 4 tháng 12. 298.057,38 € phần còn lại đã được nhận vào tháng 4.
Wau Holland Foundation, một trong những kênh tài trợ chính của WikiLeaks, tuyên bố rằng họ đã nhận được hơn 900.000 € quyên góp từ công chúng từ tháng 10 năm 2009 đến tháng 12 năm 2010, trong đó 370.000 € đã được chuyển cho WikiLeaks. Hendrik Fulda, phó chủ tịch của Wau Holland Foundation, đề cập rằng Quỹ đã nhận được số tiền quyên góp qua PayPal nhiều gấp đôi so với thông qua các ngân hàng thông thường, trước khi PayPal quyết định đình chỉ tài khoản của WikiLeaks. Ông cũng lưu ý rằng mọi ấn phẩm mới của WikiLeaks đều mang lại "làn sóng ủng hộ", và các khoản quyên góp mạnh nhất trong những tuần sau khi WikiLeaks bắt đầu công bố các bức điện ngoại giao bị rò rỉ.
Cơ quan tư pháp Iceland đã quyết định rằng Valitor (một công ty liên quan đến Visa và MasterCard) đã vi phạm luật khi ngăn cản việc đóng góp cho trang web bằng thẻ tín dụng. Một công lý đã phán quyết rằng các khoản đóng góp sẽ được phép quay trở lại trang web sau 14 ngày hoặc họ sẽ bị phạt với số tiền 6.000 đô la Mỹ một ngày.

## Tính xác thực
WikiLeaks tuyên bố vào năm 2010 rằng họ chưa bao giờ phát hành một tài liệu bị phân bố sai chỗ và rằng các tài liệu được đánh giá trước khi phát hành. Trước những lo ngại về khả năng rò rỉ thông tin gây hiểu lầm hoặc gian lận, WikiLeaks đã tuyên bố rằng các thông tin rò rỉ gây hiểu lầm "đã được đăng tải trên các phương tiện truyền thông chính thống. WikiLeaks không hỗ trợ thêm. "  Câu hỏi thường gặp nói rằng: "Biện pháp đối phó đơn giản và hiệu quả nhất là một cộng đồng trên toàn thế giới gồm những người dùng và biên tập viên có hiểu biết, những người có thể xem xét và thảo luận các tài liệu bị rò rỉ."  Theo tuyên bố của Assange vào năm 2010, các tài liệu đã nộp được kiểm tra bởi một nhóm gồm năm người đánh giá, có chuyên môn về các chủ đề khác nhau như ngôn ngữ hoặc lập trình, họ cũng điều tra lý lịch của kẻ rò rỉ nếu danh tính của người đó được biết.  Trong nhóm đó, Assange có quyết định cuối cùng về việc đánh giá một tài liệu.
Nhà viết chuyên mục Eric Zorn đã viết vào năm 2016 "Cho đến nay, có khả năng, thậm chí có khả năng, mọi email bị đánh cắp mà WikiLeaks đăng tải đều là xác thực", nhưng cảnh báo không nên giả định rằng các bản phát hành trong tương lai sẽ xác thực như nhau. Nhà văn Glenn Greenwald đã tuyên bố vào năm 2016 rằng WikiLeaks có một "hồ sơ hoàn hảo, lâu đời về việc chỉ công bố các tài liệu xác thực."  Các chuyên gia an ninh mạng đã nói rằng một người sẽ dễ dàng tạo ra một email hoặc thay đổi nó, giống như bằng cách thay đổi tiêu đề và siêu dữ liệu.
Một số bản phát hành, bao gồm nhiều email Podesta, chứa tiêu đề DKIM. Điều này cho phép chúng được xác minh là hàng thật ở một mức độ chắc chắn.
Vào tháng 7 năm 2016, Nhóm An ninh Nội địa của Viện Aspen, một tổ chức chống khủng bố lưỡng đảng, đã cảnh báo rằng những tin tặc đánh cắp dữ liệu xác thực có thể "muối các tệp mà chúng phát hành bằng những giả mạo hợp lý."  Theo Douglas Perry, các cơ quan tình báo Nga đã thường xuyên sử dụng các chiến thuật sai lệch thông tin. Ông đã viết vào năm 2016 rằng "các email giả mạo cẩn thận có thể được đưa vào bãi rác của WikiLeaks. Rốt cuộc, cách tốt nhất để làm cho thông tin sai lệch trở nên đáng tin cậy là trộn nó với thông tin thật. " 

### Phỏng vấn
- Leak-o-nomy: The Economy of Wikileaks Interview with Julian Assange, spokesperson of Wikileaks. 2010/01/04
- Leak Proof: Transcript Lưu trữ ngày 12 tháng 9 năm 2012 tại Wayback Machine Interview with Julian Assange. 2009/03/13
- Video Interview of Julian Assange Lưu trữ ngày 27 tháng 8 năm 2011 tại Wayback Machine with TED's Chris Anderson note: includes graphic footage.